# Raúl Briones
Raúl Briones Carmona (Xaloztoc, Tlaxcala) es un actor de cine y teatro mexicano, ganador de tres Premios Ariel por sus trabajos en Asfixia, Una Película de Policías y El Norte sobre el Vacío.

## Biografía
Raúl Briones es egresado del Centro Universitario de Teatro (CUT) de la UNAM. Inició su carrera como actor de teatro, y debutó en el cine con el cortometraje Los Pescadores (2008) de Martín Mainoli y en Güeros (2014), de Alonso Ruizpalacios, de quien se volvió frecuente colaborador. 
En 2020, ganó el Premio Ariel a Mejor Coactuación Masculina por su papel en la película Asfixia, de Kenya Márquez, premio que volvió a ganar en 2023 por su trabajo en El Norte sobre el Vacío, de Alejandra Márquez Abella. En 2022, ganó el Premio Ariel a Mejor Actor por su interpretación en Una Película de Policías, de Ruizpalacios. 

## Premios y reconocimientos
- 2023 - Premio Ariel a Mejor Coactuación Masculina por El Norte sobre el Vacío
- 2022 - Premio Ariel a Mejor Actor por Una Película de Policías
- 2020 - Premio Ariel a Mejor Coactuación Masculina por Asfixia.

## Trayectoria
| Año  | Película                                    | Dirección | Papel             |
| ---- | ------------------------------------------- | --- | ----------------- |
| 2025 | 1938: Cuando el petróleo fue nuestro        | Sergio Olhovich | Lombardo Toledano |
| 2025 | Casa chica (cortometraje)                   | Lau Charles | Enrique           |
| 2024 | Fiesta en la madriguera                     | Manolo Caro | Mazatzin          |
| 2024 | La cocina                                   | Alonso Ruizpalacios | Pedro             |
| 2024 | El límite del cuerpo (cortometraje)         | Berenice Ubeda | Árbitro           |
| 2023 | Un mundo mejor                              | Janett Juárez | Víctor            |
| 2023 | Luna negra                                  | Tonatiuh Garza | Miguel            |
| 2022 | Aire (cortometraje)                         | Kenya Márquez |                   |
| 2022 | El norte sobre el vacío                     | Alejandra Márquez Abella | Guzmán            |
| 2021 | Una película de policías                    | Alonso Ruizpalacios | Montoya           |
| 2021 | Mi mamá se fue con las vacas (cortometraje) | María José Ibarra |                   |
| 2020 | Dos cactus                                  | Angélica Romanini | Mateo             |
| 2020 | Estanislao                                  | Alejandro Guzmán Álvarez | Estanislao        |
| 2020 | El hombre búfalo                            | David Torres | Eric              |
| 2020 | I carry you with me                         | Heidi Ewing | Marcos            |
| 2019 | Asfixia                                     | Kenya Márquez |                   |
| 2019 | Amores modernos                             | Matías Meyer | Pavel             |
| 2018 | Eight out of Ten                            | Sergio Umansky Brener | Óscar             |
| 2018 | The last romantic (cortometraje)            | Natalia García Agraz | Detective Vicente |
| 2017 | Los adioses                                 | Natalia Beristáin | Luis Villoro      |
| 2017 | Montañistas (cortometraje)                  | Tatiana Graullera | El Grillo         |
| 2016 | Verde (cortometraje)                        | Alonso Ruizpalacios | Fernández         |
| 2016 | La habitación                               | Natalia Beristáin, Carlos Bolado, Carlos Carrera, Ernesto Contreras, Daniel Giménez Cacho, Alfonso Pineda Ulloa, Alejandro Valle e Iván Ávila Dueñas | Javier            |
| 2016 | El elegido                                  | Antonio Chavarrías | Melquiades        |
| 2016 | Paraíso Perdido                             | Humberto Hinojosa Ozcariz | El niño           |
| 2015 | Mila (cortometraje)                         | Óscar Enríquez |                   |
| 2014 | Güeros                                      | Alonso Ruizpalacios | Furias            |
| 2008 | Los pescadores (cortometraje)               | Martín Mainoli |                   |

| Año       | Obra                                | Dirección             |
| --------- | ----------------------------------- | --------------------- |
| 2018-2019 | Edipo: Nadie es ateo                | David Gaitán          |
| 2017      | La semilla                          | Gabriela Ochoa        |
| 2017      | El corazón de la materia            | Luis de Tavira        |
| 2017      | Tréplev: Taxidermia en cuatro actos | Alonso Iñiguez        |
| 2016      | Cuando había granadas en noviembre  | Mario Espinoza        |
| 2016      | Hamlet                              | Flavio González Mello |
| 2015      | Reincidentes                        | Alonso Ruizpalacios   |
| 2015      | Safari en Tepito                    | Daniel Giménez Cacho  |
| 2014      | El beso                             | Alonso Ruizpalacios   |
| 2013      | Horror Móvil                        | Mario Espinoza        |
| 2012      | Rock & Roll                         | Alonso Ruizpalacios   |
| 2009      | Desierto bajo escenografía lunar    | Alberto Villarreal    |

| Año       | Serie                     | Rol           | Notas        |
| --------- | ------------------------- | ------------- | ------------ |
| 2024      | La Máquina                | Juan Carlos   | 6 episodios  |
| 2024      | Mano de hierro            | Ariel         | 8 episodios  |
| 2021-2022 | Los enviados              | Agente Juárez | 3 episodios  |
| 2021      | La templanza              | Santos Huesos | 9 episodios  |
| 2017-2019 | Club de Cuervos           | Pepenador     | 16 episodios |
| 2018      | Falco                     | Isaías        | 1 episodio   |
| 2018      | La balada de Hugo Sánchez | Pepenador     | 6 episodios  |
| 2016      | La hermandad              | Porfirio      | 1 episodio   |
| 2014      | Crónica de Castas         | El Pointer    | 2 episodios  |